# Jasmine Abrams
Jasmine Abrams (* 14. März 1994 in New York City) ist eine guyanische Leichtathletin, die sich auf den Sprint spezialisiert hat. Auch ihre Schwester Aliyah Abrams ist als Leichtathletin aktiv.

## Sportliche Laufbahn
Erste Erfahrungen bei internationalen Meisterschaften sammelte Jasmine Abrams im Jahr 2021, als sie bei den Südamerikameisterschaften in Guayaquil in 11,50 s die Bronzemedaille im 100-Meter-Lauf hinter der Brasilianerin Vitória Cristina Rosa und Marizol Landázuri aus Ecuador gewann. Über die Weltrangliste qualifizierte sich Abrams über 100 m für die Olympischen Sommerspiele in Tokio und schied dort mit 11,49 s in der ersten Runde aus. Im Jahr darauf startete sie im 60-Meter-Lauf bei den Hallenweltmeisterschaften in Belgrad und kam dort mit 7,36 s nicht über die Vorrunde hinaus. Im Juni verbesserte sie den guyanischen Landesrekord über 100 Meter, der bisher von Brenessa Thompson gehalten wurde, auf 11,07 s und qualifizierte sich damit für die Weltmeisterschaften in Eugene, bei denen sie mit 11,55 s in der Vorrunde ausschied. Anschließend schied sie bei den Commonwealth Games in Birmingham mit 11,60 s im Halbfinale über 100 Meter aus und 2023 gewann sie bei den Panamerikanischen Spielen in Santiago de Chile in 11,52 s die Silbermedaille hinter der Kubanerin Yunisleydis García.
2021 wurde Abrams guyanische Meisterin im 100-Meter-Lauf.

## Persönliche Bestzeiten
- 100 Meter: 11,07 s (+0,4 m/s), 25. Juni 2022 in Port-of-Spain (guyanischer Rekord)
  - 60 Meter (Halle): 7,26 s, 12. Februar 2022 in Albuquerque (guyanischer Rekord)
- 200 Meter: 23,74 s (+0,4 m/s), 16. April 2022 in Columbia
  - 200 Meter (Halle): 25,13 s, 11. März 2011 in New York City